# 플리트우드 타운 FC
플리트우드 타운 FC(Fleetwood Town Football Club)는 잉글랜드 랭커셔주 플리트우드를 연고로 하는 축구 클럽이다.

## 성적
- 콘퍼런스 내셔널 우승 1회 (2011-12)
- 콘퍼런스 노스 준우승 1회 (2009-10)
- 콘퍼런스 노스 플레이오프 우승 1회 (2009-10)

## 선수 명단

### 현역
참고: FIFA 자격 규정에 따라 소속된 국가대표팀 국기를 표시합니다. 선수는 복수의 FIFA 비회원국 국적을 가지고 있을 수 있습니다.
| 번호 | 포지션 | 국적     | 이름            |
| ---- | ------ | -------- | --------------- |
| 1    | GK     | 웨일스   | 데이비드 해링턴 |
| 2    | DF     | 자메이카 | 브랜든 커버     |

| 번호 | 포지션 | 국적 | 이름 |
| ---- | ------ | ---- | ---- |

## 역대 감독
| 감독            | 임기        |
| --------------- | ----------- |
| 조이 바턴       | 2018 ~ 2021 |
| 사이먼 그레이슨 | 2021        |
| 스콧 브라운     | 2022 ~      |
| 찰리 애덤       | 2023 ~      |